# Henry Watson Fowler
Henry Watson Fowler (Tonbridge, 10 de marzo de 1858-Hinton St George, 26 de diciembre de 1933) fue un maestro de escuela inglés, lexicógrafo y comentarista sobre el uso del idioma inglés. Entre su obra destaca por A Dictionary of Modern English Usage como por su trabajo en el Concise Oxford Dictionary, y fue descrito por The Times como "un genio lexicográfico".
Después de una educación en la Universidad de Oxford, Fowler fue maestro de escuela hasta su mediana edad y luego trabajó en Londres como escritor y periodista independiente, pero no tuvo mucho éxito. En asociación con su hermano Francis George Fowler, a partir de 1906, comenzó a publicar libros seminales de gramática, estilo y lexicografía. Tras la muerte de su hermano en 1918, completó las obras en las que habían colaborado y editó obras complementarias.

## Biografía

### Juventud y estudios
Fowler nació el 10 de marzo de 1858 en Tonbridge, Kent. Sus padres, el reverendo Robert Fowler y su esposa Caroline, de soltera Watson, eran originarios de Devon. Robert Fowler era un graduado, clérigo y maestro de escuela de la Universidad de Cambridge. En el momento del nacimiento de Henry, él estaba enseñando matemáticas en la Escuela Tonbridge, pero la familia pronto se mudó a la cercana Royal Tunbridge Wells. Henry era el hijo mayor de ocho, y la temprana muerte de su padre en 1879 lo dejó para asumir un papel principal en el cuidado de sus hermanos y hermanas menores (Charles, Alexander, Edward Seymour, Edith, Arthur, Francis y Herbert Samuel).
Henry Fowler pasó algún tiempo en un internado en Alemania antes de matricularse en Rugby School en 1871. Se concentró en Latín y Griego, ganando un premio escolar por su traducción al griego del verso de parte de la obra de teatro de Percy Bysshe Shelley Prometheus Unbound (Prometeo liberado). También participó en teatro y debates y en su último año se desempeñó como director de su casa, School House. Se inspiró en gran medida en uno de sus maestros de clásicos, Robert Whitelaw, con quien mantuvo correspondencia más adelante en su vida.
En 1877, Fowler comenzó a asistir a Balliol College, Universidad de Oxford. No sobresalió en Oxford como lo había hecho en Rugby, obteniendo sólo honores de segunda clase tanto en Moderaciones como en Literae Humaniores. Aunque participó poco en el deporte de Oxford, comenzó una práctica que continuaría por el resto de su vida: una carrera matutina diaria seguida de un baño en la masa de agua más cercana. Dejó Oxford en 1881, pero no obtuvo un título hasta 1886, porque no aprobó su examen de Divinidad.

### Enseñanza

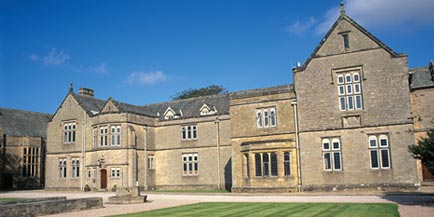
Escuela Sedbergh, donde Fowler enseñó durante dos décadas

Confiando en el juicio del maestro de Balliol College de que tenía "una aptitud natural para la profesión de maestro de escuela", Fowler tomó un puesto de profesor temporal en Fettes College en Edimburgo. Después de pasar dos períodos allí, se mudó al sur nuevamente a Yorkshire (actual Cumbria) para comenzar una maestría en la Escuela Sedbergh en 1882. Allí enseñó latín, griego e inglés, comenzando con la primera forma, pero pronto cambiando a la sexta forma. Era un maestro respetado pero poco inspirador, que se ganó el apodo de "Joey Stinker" debido a su propensión a fumar tabaco.
Varios de los hermanos Fowler se reunieron en Sedbergh. Charles Fowler enseñó temporalmente en la escuela durante la enfermedad de uno de los maestros de la casa. Arthur Fowler se había transferido de Rugby a Sedbergh durante sus últimos dieciocho meses en la escuela y luego se convirtió en un maestro allí. Samuel, el problemático hermano menor, fue enviado a Sedbergh, probablemente para que Henry y Arthur lo cuidaran, pero se quedó solo un año antes de dejar la escuela y no se sabe nada más de él. Henry Fowler hizo varios amigos de toda la vida en Sedbergh, que a menudo lo acompañaban de vacaciones a los Alpes. Entre ellos estaban Ralph St John Ainslie, profesor de música y caricaturista; E. P. Lemarchand, cuya hermana finalmente se casó con Arthur Fowler; Bernard Tower, quien se convirtió en director de Lancing; y George Coulton, quien iba a escribir la primera biografía de Henry Fowler.
A pesar de ser hijo de un clérigo, Fowler había sido ateo durante bastante tiempo, aunque rara vez hablaba de sus creencias en público. Tuvo la oportunidad de convertirse en maestro de planta en Sedbergh en tres ocasiones. La tercera oferta estuvo acompañada de una larga discusión con el director, Henry Hart, sobre los requisitos religiosos para el puesto, que incluía preparar a los niños para la confirmación en la Iglesia de Inglaterra. Esto iba en contra de los principios de Fowler, y cuando quedó claro que no era posible llegar a un acuerdo sobre este asunto, renunció.

### Londres

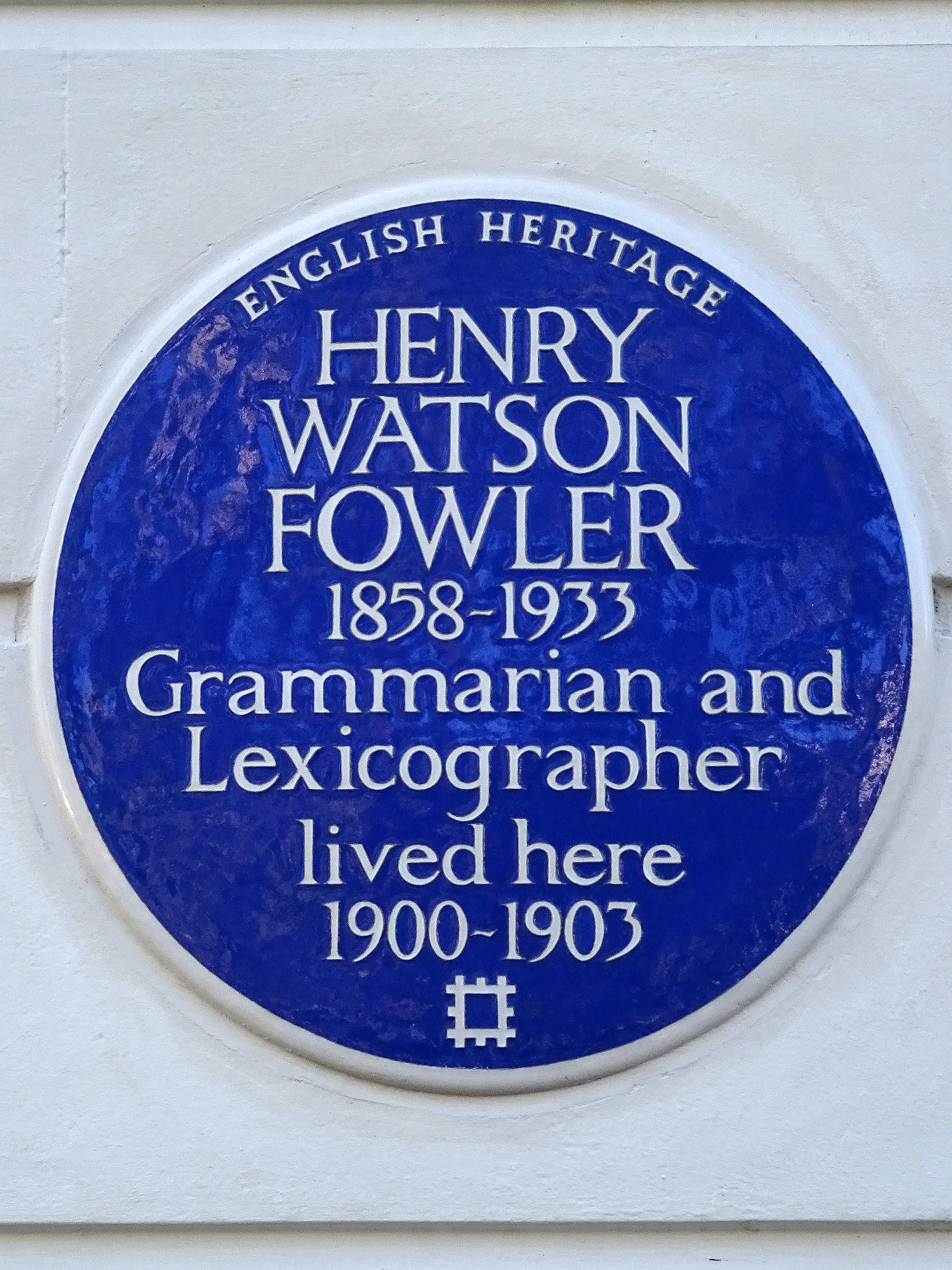
Placa azul, 14 Paultons Square, Chelsea, Londres SW3

En el verano de 1899, Fowler se mudó a una casa en 14 Paultons Square, Chelsea, Londres (donde ahora hay una placa azul en su honor), y buscó trabajo como escritor independiente. y periodista, sobreviviendo con sus escasas ganancias de escritor y una pequeña herencia de su padre. En su primer artículo publicado, "Libros que creemos que hemos leído" (1900), primero analiza el hábito entre los ingleses de fingir familiaridad con ciertos libros, como las obras de Shakespeare o los libros considerados " juvenile "- luego procede a recomendar que el degustar estos libros no debe ser" sin deshacerse de los espíritus ardientes, sino el deliberado rodaje del conocedor en la boca de alguna vieja cosecha ". En "Outdoor London", publicado un año después en el efímero  Anglo-Saxon Review , Fowler describe las vistas y los sonidos de su nuevo hogar. , alabando sus plantas, sus habitantes cockney y sus mágicas escenas nocturnas.

### Colaboración de redacción
En 1903, se trasladó a la isla de Guernsey, donde trabajó con su hermano Francis George Fowler. Su primer proyecto conjunto fue una traducción de las obras de Luciano de Samosata. La traducción, descrita por  The Times  como de "calidad notable", fue retomada por el Oxford University Press y publicado en cuatro volúmenes en 1905. Su siguiente trabajo fue  The King's English  (1906), un libro destinado a alentar a los escritores a ser estilísticamente simples y directos y a no usar mal las palabras. Este libro "tomó al mundo por asalto".
Fowler reunió algunos de sus artículos periodísticos en volúmenes y los publicó con seudónimo, entre ellos "More Popular Falacies" (1904) de "Quillet" y "Si mihi -!" (1907) de "Egomet". En 1908, en su quincuagésimo cumpleaños, se casó con Jessie Marian Wills (1862-1930). Fue un matrimonio excepcionalmente feliz, pero sin hijos.
La Oxford University Press encargó a los hermanos Fowler un resumen de un solo volumen del Oxford English Dictionary (OED), que se publicó como el  Concise Oxford Dictionary  en 1911 . The Concise Oxford ha permanecido impreso desde entonces, siendo revisado regularmente.
La siguiente comisión para los hermanos fue un resumen mucho más pequeño y de bolsillo del OED al mismo tiempo que estaban trabajando en  Uso del inglés moderno ; el trabajo en ambos comenzó en 1911, con Henry Fowler concentrándose en "Modern English Usage" y Francis en el diccionario de bolsillo. Ninguno de los trabajos se completó al comienzo de la Primera Guerra Mundial.

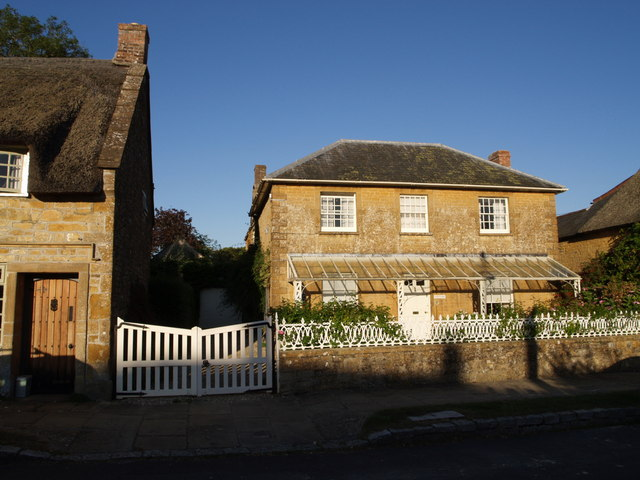
Casa de Fowler en Hinton St George

En 1914, Fowler y su hermano menor se ofrecieron como voluntarios para el servicio en el ejército británico. Para ganar aceptación, Henry, de 56 años, mintió sobre su edad. Tanto él como Francis fueron invalidados del ejército en 1916 y reanudaron el trabajo en "Modern English Usage". En 1918, Francis murió a los 47 años de tuberculosis, contratado durante el servicio con la BEF. Después de la muerte de su hermano, Henry Fowler y su esposa se mudaron a Hinton St George en Somerset, donde trabajó en el Pocket Oxford Dictionary y en "Modern English Usage", que se dedicó a su hermano.

### Años posteriores
A Dictionary of Modern English Usage, publicado en 1926, considerado por muchos como la guía de estilo definitiva para el idioma inglés, "convirtió el nombre de Fowler en una palabra familiar en todos los países de habla inglesa". The Times lo describió como un "libro fascinante y formidable". Winston Churchill ordenó a sus funcionarios que lo leyeran. El éxito del libro fue tal que los editores tuvieron que reimprimirlo tres veces durante el primer año de publicación, y allí fueron doce reimpresiones más antes de que finalmente se encargara una segunda edición en la década de 1960.
A la muerte de su editor original en 1922, Fowler ayudó a completar la primera edición del  Shorter Oxford English Dictionary , bajo la dirección de C.T. Cebollas.
En 1929, Fowler volvió a publicar "Si mihi—!" Bajo su propio nombre como "Si los deseos fueran caballos", y otro volumen de artículos periodísticos antiguos con el título "Algunos valores comparativos".
El 26 de diciembre de 1933, Fowler murió en su casa, "Sunnyside", Hinton St George, Inglaterra, a los 75 años.

## Legado
Actualmente, The King's English y Modern English Usage permanecen impresos. Este último fue actualizado por Sir Ernest Gowers para la segunda edición (1965) y en gran parte reescrito por Robert Burchfield para la tercera (1996). Una edición de bolsillo (ISBN 0-19-860947-7) editada por Robert Allen, basada en la edición de Burchfield, está disponible en línea para los suscriptores de la colección Oxford Reference On-line Premium.
En 2001 se publicó una biografía de Fowler llamada "The Warden of English". La autora fue Jenny McMorris (1946-2002), archivero del "Oxford English Dictionary" de la Oxford University Press. The Times describió el libro como "una biografía aclamada y meticulosamente investigada". The Word Man, una obra de teatro sobre la vida y carrera de Fowler del escritor Chris Harrald, fue transmitida en Afternoon Play de BBC Radio 4 el 17 de enero de 2008.

## Obras publicadas

### Libros
- More Popular Fallacies. London: Elliot Stock, 1904.
- Con F. G. Fowler, trans. The Works of Lucian. Oxford: Clarendon Press, 1905.
- Con F. G. Fowler. The King's English. Oxford: Clarendon Press, 1906.
- Sentence Analysis. Oxford: Clarendon Press, 1906.
- Si Mihi! London: Brown, Langham, 1907.
  - reissued as If Wishes Were Horses. London: George Allen & Unwin, 1929.
- Between Boy and Man. London: Watts, 1908.
- Con F. G. Fowler. The King's English, abridged edition. Oxford: Clarendon Press, 1908.
- Con F. G. Fowler. Concise Oxford Dictionary. Oxford: Clarendon Press, 1911 [2nd edition, 1929].
- Con F. G. Fowler. Pocket Oxford Dictionary. Oxford: Clarendon Press, 1924.
- A Dictionary of Modern English Usage. Oxford: Clarendon Press, 1926.
- Some Comparative Values. Oxford: Blackwell, 1929.
- Rhymes of Darby to Joan. London: J. M. Dent & Sons, 1931.
- with W. Little and J. Coulson. Shorter Oxford English Dictionary. Oxford: Clarendon Press, 1933.

### Artículos
- "Books We Think We Have Read". Spectator, 20 January 1900.
- "Outdoor London". Anglo-Saxon Review, June 1901.
- "Irony and Some Synonyms". Gentleman's Magazine, October 1901, 378.
- "Quotation". Longman's Magazine, January 1901, 241.
- "On Hyphens, 'Shall' & 'Will', 'Should' 'Would' in the Newspapers of Today". Society for Pure English Tract 6. Oxford: Clarendon Press, 1921.
- "Note on 'as to'". Society for Pure English Tract 8. Oxford: Clarendon Press, 1922.
- "Grammatical Inversions". Society for Pure English Tract 10. Oxford: Clarendon Press, 1923.
- "Preposition at End". Society for Pure English Tract 14. Oxford: Clarendon Press, 1923.
- "Split Infinitive, &c." Society for Pure English Tract 15. Oxford: Clarendon Press, 1923.
- "Subjunctives". Society for Pure English Tract 18. Oxford: Clarendon Press, 1924.
- "Notes on fasci, fascisti, broadcast(ed)". Society for Pure English Tract 19. Oxford: Clarendon Press, 1925.
- "Italic, Fused Participles, &c." Society for Pure English Tract 22. Oxford: Clarendon Press, 1925.
- "Ing". Society for Pure English Tract 26. Oxford: Clarendon Press, 1927.
- "Comprise". Society for Pure English Tract 36. Oxford: Clarendon Press, 1925.[27]